# EWE Baskets Oldenbourg

Ancien logo du club.

Maillots
L'EWE Baskets Oldenburg est un club allemand de basket-ball issu de la ville d'Oldenbourg. Le club appartient à la Basketball-Bundesliga soit le plus haut niveau du championnat allemand.

## Noms successifs
- Depuis 2001 : EWE Baskets Oldenburger
- Avant 2001 : Oldenburger TB

## Palmarès
- champion d'Allemagne 2009
- Coupe d'Allemagne : 2015

## Entraîneurs successifs
- Depuis ? : Don Beck

## Joueurs célèbres ou marquants
- Heiko Schaffartzik
- Louis Campbell
- Casper Ware
- Tywain McKee
- LaVell Blanchard
- Aron Baynes
- Luka Bogdanović
- Terrel Castle